# Nationalpark Vjosa
Der Nationalpark Wildfluss Vjosa (albanisch Parku Kombëtar i lumit të Egër Vjosa) in Südalbanien schützt den Fluss Vjosa und vier Nebenflüsse. Die Vjosa gilt als letzter großer Wildfluss Europas außerhalb Russlands. Der 2023 von der Regierung eingerichtete Nationalpark umfasst eine Fläche von 12.727 Hektar.
Der Park umfasst das Flussbett der Vjosa auf ihrer ganzen Länge innerhalb Albaniens von rund 190 Kilometern und dasjenige der Nebenflüsse Shushica (82 Kilometer), Bënça (ca. 15 Kilometer) mit Quellbächen sowie Drino (ca. 64 Kilometer) mit seinem Nebenfluss Khardiq und weiteren Zuflüssen des Letzteren. 47 % des Parks gelten als Wasserfläche, 36 % als Ufer- und Überschwemmungsgebiete, 17 % als Landfläche wie Schluchten und Erosionshänge. Es handelt sich um einen sehr schmalen, rund 400 Kilometer langen Streifen, der sich quer durchs südalbanische Küsten- und Bergland zieht.

## Biodiversität
Die Vjosa zählt zu den größten verbliebenen Wildflüssen Europas. Das Gewässer ist nicht kanalisiert, gestaut oder verbaut. Es handelt sich um einen freifließenden Fluss, der sich in seinem Bett immer wieder neue Wege sucht und Flächen überschwemmt. Speziell ist, dass auch die bedeutenden Nebenflüsse noch weitgehend naturbelassen sind.
Die Vjosa ist Heimat von 1175 Pflanzen- und Tierarten, darunter auch einige gefährdete.:8 f Im ungestörten, bis zu zwei Kilometer breiten Flussbett finden sie eine Heimat, die in Europa sehr selten geworden ist. Wanderfische können ungestört vom Meer zu den Laichgebieten aufsteigen. 39 der entlang der Vjosa nachgewiesenen Arten sind auf der Roten Liste der IUCN, 119 gelten in Albanien als gefährdet. Zu den weltweit gefährdeten Arten gehören der Skutari-Wasserfrosch, der Schmutzgeier, die Turteltaube, der Adriatische Stör, der Sternhausen, der Europäische Stör, der Spanienkärpfling, der Europäische Aal, Gobio scadarensis, Oxynoemacheilus pindus, die Langfußfledermaus, die Bachmuschel, die Bauchige Windelschnecke, die Rosskastanie und das Königin-Olga-Schneeglöckchen.:9
Bei Tepelena wurde ein Forschungszentrum eingerichtet. Der 2020 in Gegenwart des Staatspräsidenten Ilir Meta eröffnete Bau wurde nach dem emeritierten Wiener Universitätsprofessor Fritz Schiemer benannt, der sich über Jahre für den Schutz des Flusses eingesetzt hatte. Forschenden dient die Vjosa als optimales Beispiel für das Funktionieren naturbelassener Ökosysteme von Flüssen, woraus sie auch Erkenntnisse für die Renaturierung von Flüssen anderswo ableiten wollen.

## Landschaft
Der Nationalpark liegt in den Qarqs Gjirokastra, Vlora und Fier. Er grenzt an diverse andere Schutzgebiete wie das 194 Quadratkilometer große Landschaftsschutzgebiet Vjosa-Narta im Mündungsbereich. Benachbarte oder angrenzende Städte und Orte sind Përmet, Këlcyra, Tepelena, Memaliaj, Selenica, Novosela und Levan an der Vjosa sowie Gjirokastra am Drino. Die Region hat in den letzten 30 Jahren einen starken Bevölkerungsrückgang erfahren.:9 Die Nationalstraße SH4 folgt über weiten Strecken der Vjosa und dem Drino bis zur griechischen Grenze.

### Vjosa-Oberlauf

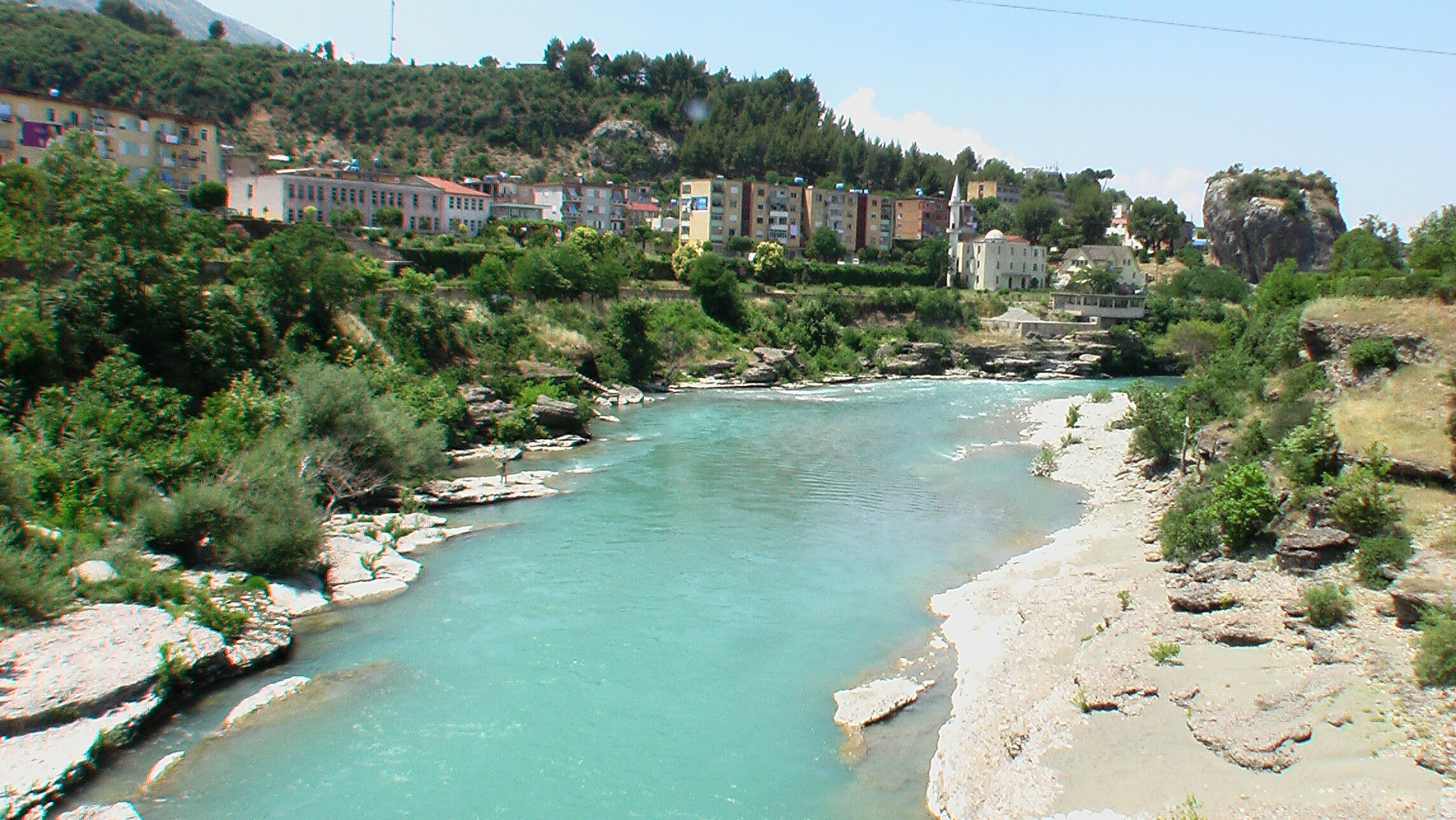
Die Vjosa in Përmet

Im oberen Bereich in der Region Përmet charakterisieren Schluchten und Einschnitte die Landschaft am Fluss. Bei Këlcyra und Dragot werden Bergketten durchbrochen, weiter oben gibt es Schluchten. Zwischen den Engpässen zieht sich der Fluss – von hohen Bergen umgeben – in einem Einschnitt durch den flachen Talboden. Es gibt Schuttkegel und Erosionsrinnen.
Zuflüsse sind der Grenzfluss Sarandaporos mit seinem breiten Bett, die Lengarica und die Dishnica, die bei Këlcyra einmündet. An der Lengarica wurde ein Wasserkraftwerk errichtet, das dem Fluss im Bereich der berühmten Schlucht viel Wasser entzieht. Der Nationalpark Hotova-Dangell, der einen Großteil des Berglands in der Region Përmet einnimmt, reicht im südlichen Bereich (oberhalb von Petran) teilweise fast bis an die Vjosa. Ein weiterer Zufluss ist der Bach Zagoria aus dem gleichnamigen Tal Zagoria, Teil des 2018 gegründeten, 25.000 Hektar großen „Naturparks Zagoria“.

### Vjosa-Mittellauf

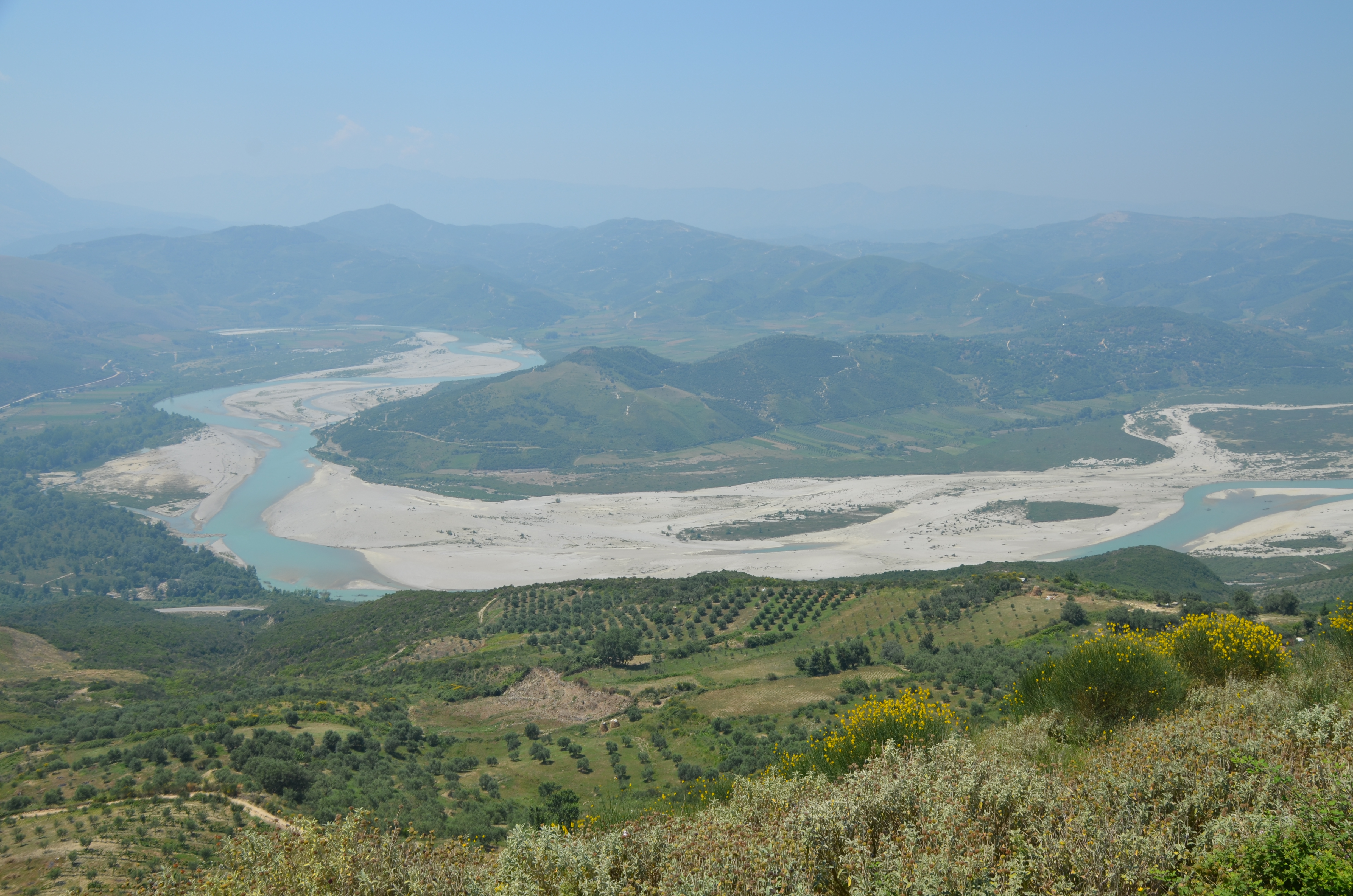
Wildes Flussbett am Mittelabschnitt

Der Mittellauf ist gekennzeichnet von einem breiten Bett mit Sandbänken und Kiesbetten, zwischen denen sich der Fluss in verschiedenen Armen einen Weg sucht. Auf dem Kies und den Inseln wachsen Pionierpflanzen, entlang dem Fluss Weiden und Pappeln und Tamarisken, die der Vjosa ihren einzigartigen Charakter verleihen. Dieser Abschnitt beginnt am Zusammenfluss mit dem Drino bei Tepelena und erstreckt sich bis gegen Selenica.
Die Höhe der Berge respektive Hügel der Mallakastra rundherum nimmt gegen Norden immer mehr ab, so dass der Fluss mehr Raum hat. An zwei Stellen, bei Kalivaç und Poçem, verengt sich das Tal zu Engpässen.

### Vjosa-Unterlauf

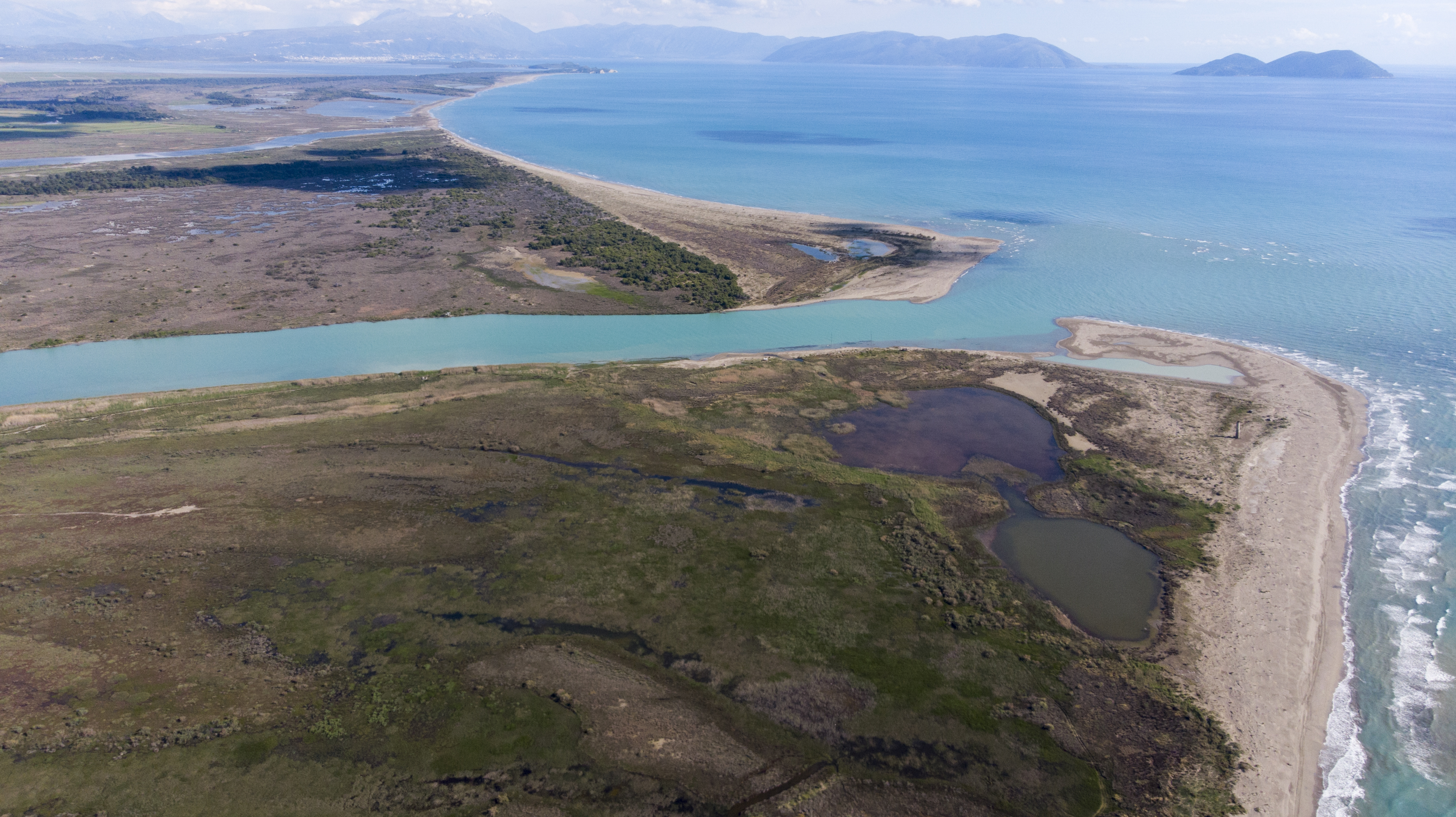
Mündung in die Adria

Bei Selenica tritt die Vjosa in die Küstenebene aus, die sie mit ihren Sedimenten geschaffen hat. Wenig später nimmt sie noch den Fluss Shushica auf. Die Vjosa mäandert in der Ebene der Myzeqe stark. Die Überflutungsgebiete an der Küste der Adria sind ein bedeutendes Ökosystem. Das Delta mit einer Fläche von rund 33 Quadratkilometern ist geprägt von Sümpfen und Altläufen. Die schmale Vjosa, die bei Hochwasser weite Gebiete überschwemmt, sucht sich immer wieder einen neuen Lauf.
Der Nationalpark deckt auch hier nur einen geringen Teil des Gebiets ab. Die bedeutenden Feucht- und Küstengebiete südlich des Flusses mit der Lagune von Narta sind als Landschaftsschutzgebiet geschützt. Feuchtgebiete und Wälder nördlich des Flusslaufes sind Teil des Naturschutzgebiets Pishë Poro (IUCN-Kategorie IV).
Zwischen Vjosa und der Lagune von Narta wird in einem aus dem Landschaftsschutzgebiet ausgezonten Areal der Flughafen Vlora gebaut. Naturschützer wehren sich gegen das Projekt und die Beschlüsse der Regierung. Sie sehen das Delta und die angrenzenden Lagunen und Feuchtgebiete als wichtigen Teil des Ökosystems. Sie gehen davon aus, dass der Flugverkehr die Vögel in ihrem Verhalten beeinträchtigt. Allein im Delta leben an die 200 Vogelarten, von denen rund ein Viertel bedroht sei. Zudem erhöhe sich die Überschwemmungsgefahr für die umliegenden Dörfer, da viel Marschland trockengelegt wurde und jetzt weniger Wasser aufnehmen kann.

### Shushica

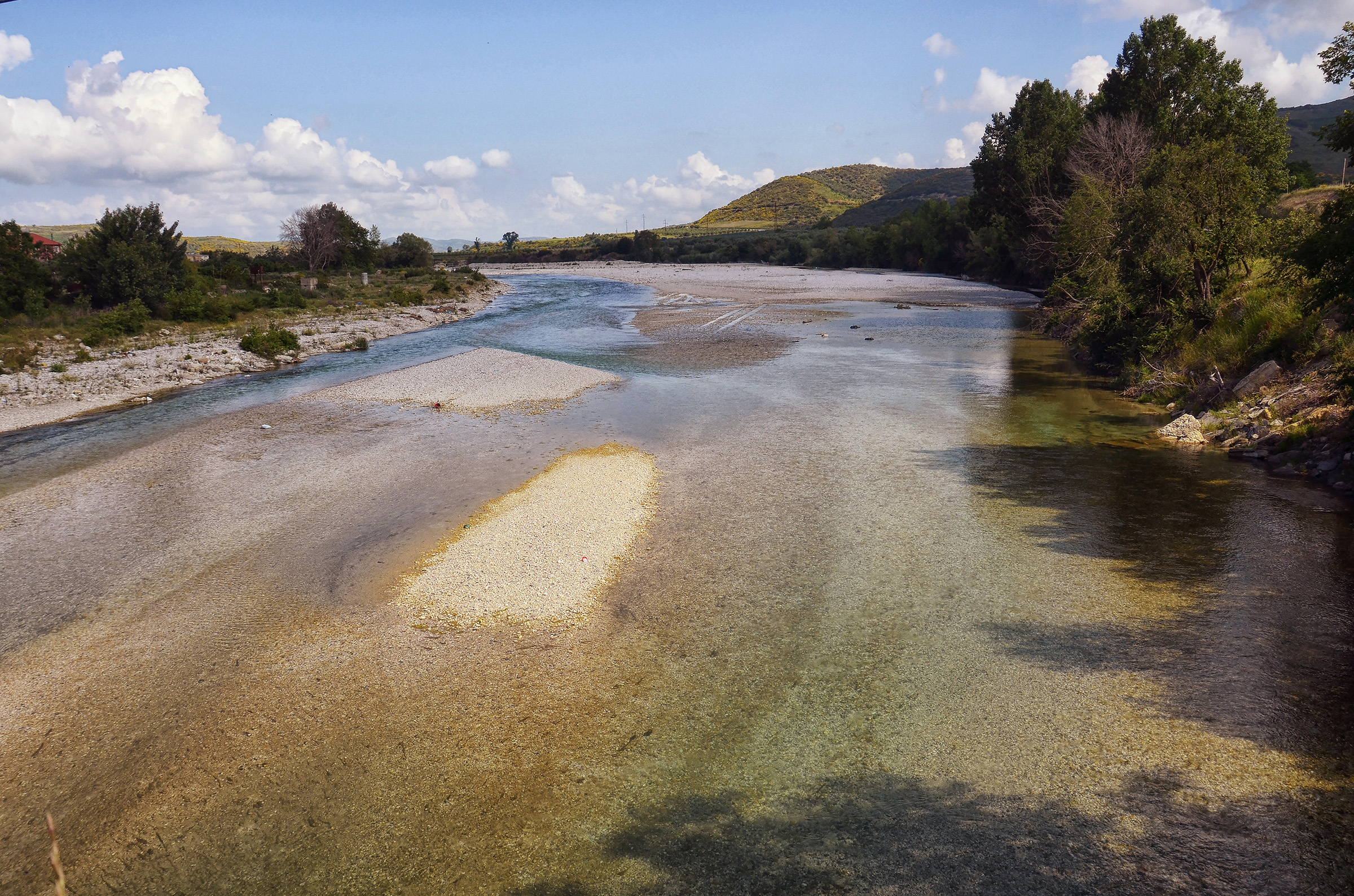
Shushica bei Drashovica

Die Shushica ist einer der größeren Flüsse Südalbaniens, die das Gebiet östlich des Ceraunischen Gebirges und westlich der Këndrevica zur Vjosa entwässert. Auf ihrem Lauf nach Norden parallel zur Küste wird aus dem Bergbach ein immer breiterer Fluss in einem immer breiteren Tal. Gerade der Unterlauf der Shushica gleicht stark dem Mittellauf der Vjosa mit einem breiten Bett mit Sandbänken und viel Kies. Weiter flussaufwärts kennzeichnen hingegen oft Einschnitte und Schluchten den Flusslauf. Am Oberlauf finden sich aber zwischen Steilwänden und hohen Bergen breite Schotterbette.
Um Quellen am Oberlauf bei Kuç, deren Wasser für die Versorgung der touristischen Badeorte an der Albanischen Riviera genutzt werden soll, entstand Anfang 2024 Streit.

### Bënça

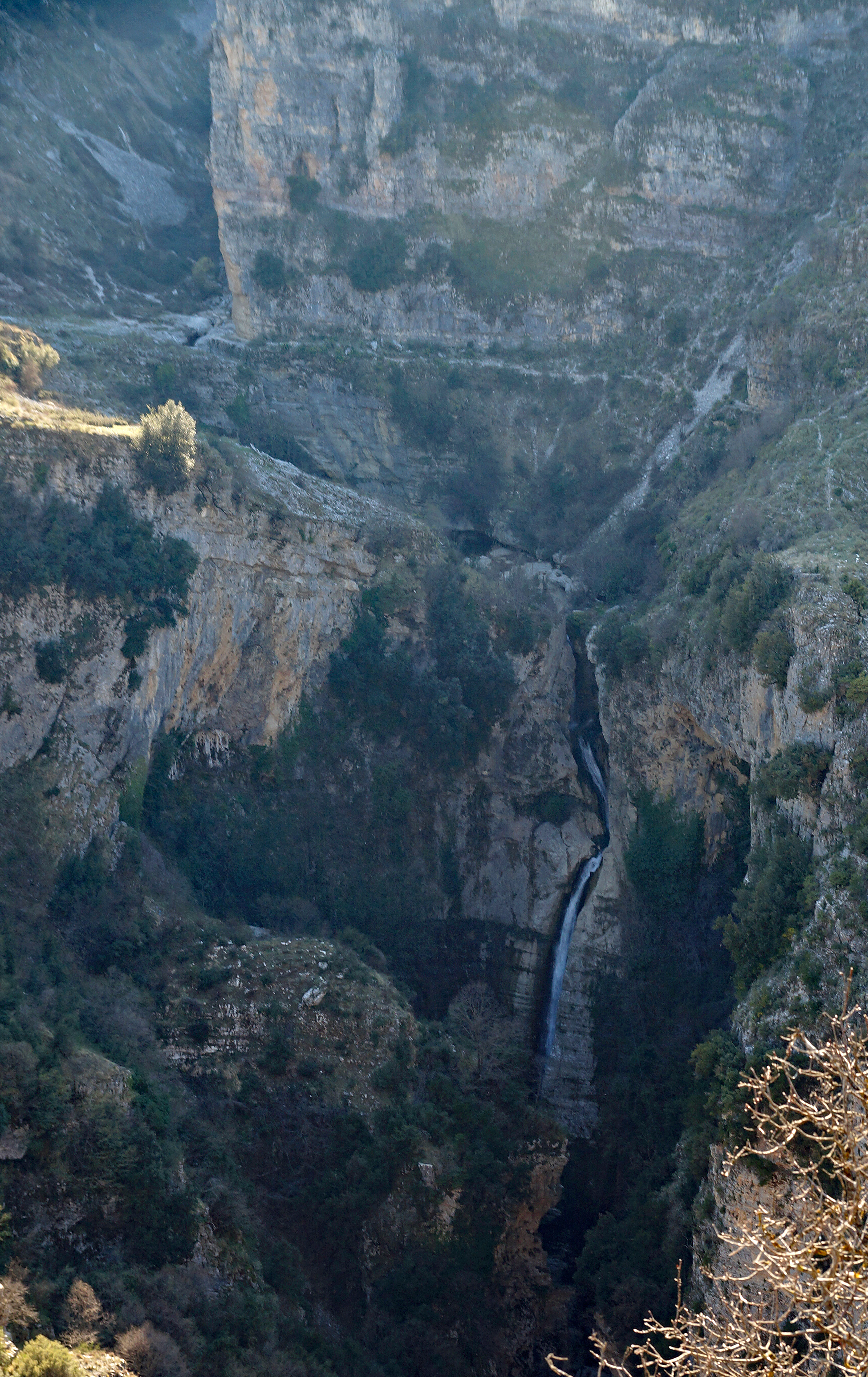
Wasserfall an einem Quellfluss der Bënça in den Bergen Kurveleshs

Der Charakter der Bënça unterscheidet sich stark von den anderen Flüssen. Der eher kurze Gebirgsbach entspringt dem Bergland Kurvelesh, das geprägt ist von tief eingeschnittenen Canyons mit senkrechten Felswänden. Nur am Unterlauf kurz vor der Mündung in die Vjosa bei Tepelena findet sich auch hier zwischen den Berghängen ein breites Bett mit Schotter am Talboden.
Die Schluchten bei Nivica sind als Naturdenkmal geschützt.

### Drino

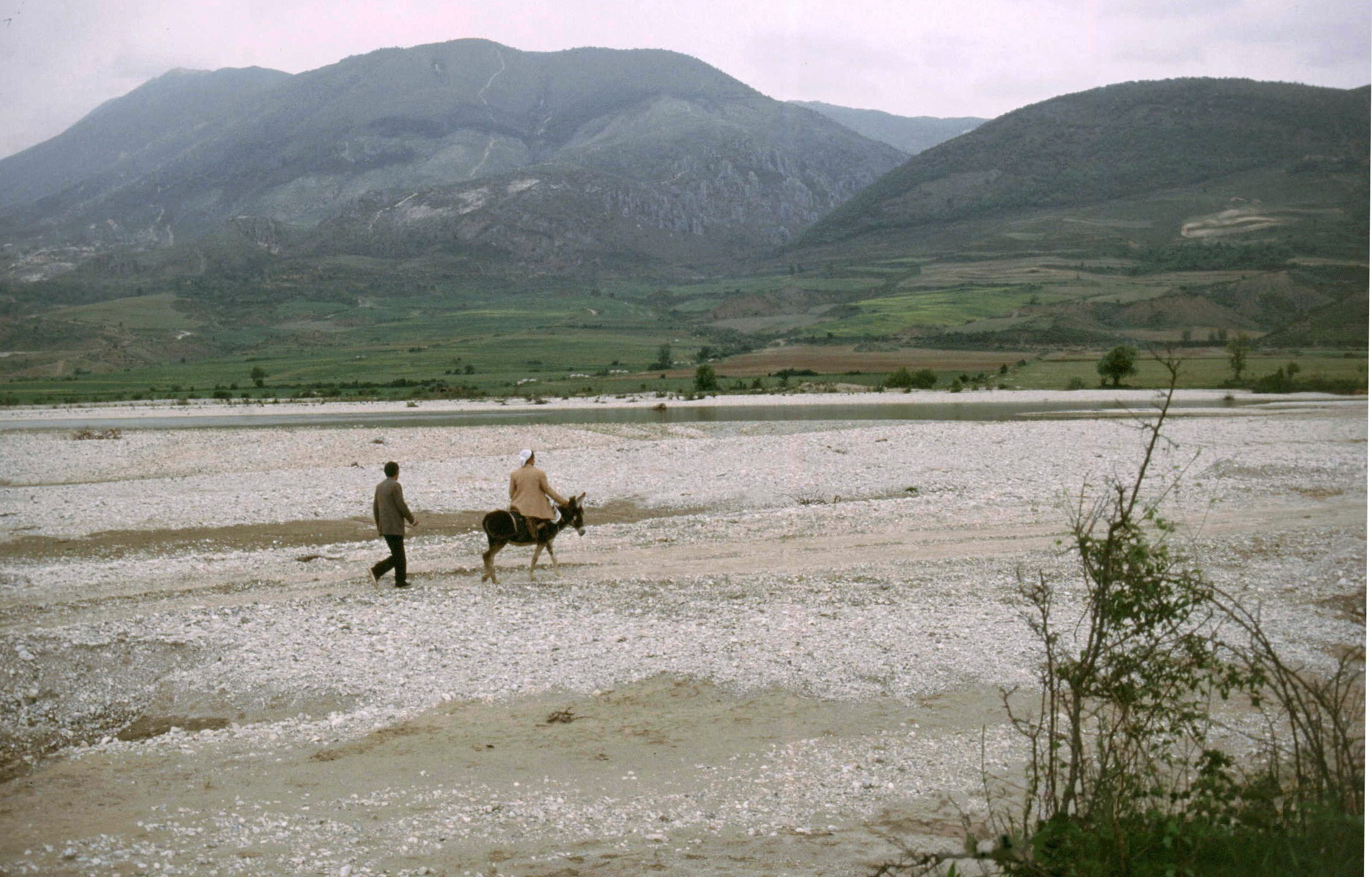
Drino-Tal südlich von Gjirokastra im Mai 1991

Das Tal des Drino ist zwar von hohen Bergen umgeben (Mali i Gjerë, Lunxhëria), aber recht breit. Entsprechend hat der Fluss reichlich Platz, um sich ein breites Bett mit Kies- und Sandbänken zu schaffen. Nur gegen Norden kurz vor der Mündung passiert der Drino einen engeren Taleinschnitt.
Der Drino hat wichtige Zuflüsse, wie den Kserias gleich nach der Grenze, die aus der Zagoria kommende Suha und den Kardhiq. Sie haben sich alle breite und unregulierte Flussbette geschaffen, sobald sie in breitere Täler ausgetreten sind.
Einige abgeschiedene Berggebiete im Einzugsgebiet des Drino sind bereits geschützt, so das Naturreservat Bredhi i Sotirës, das Naturreservat Kardhiq und das 2022 geschaffene Naturreservat Bredhi i Zhulatit.

### Kardhiq

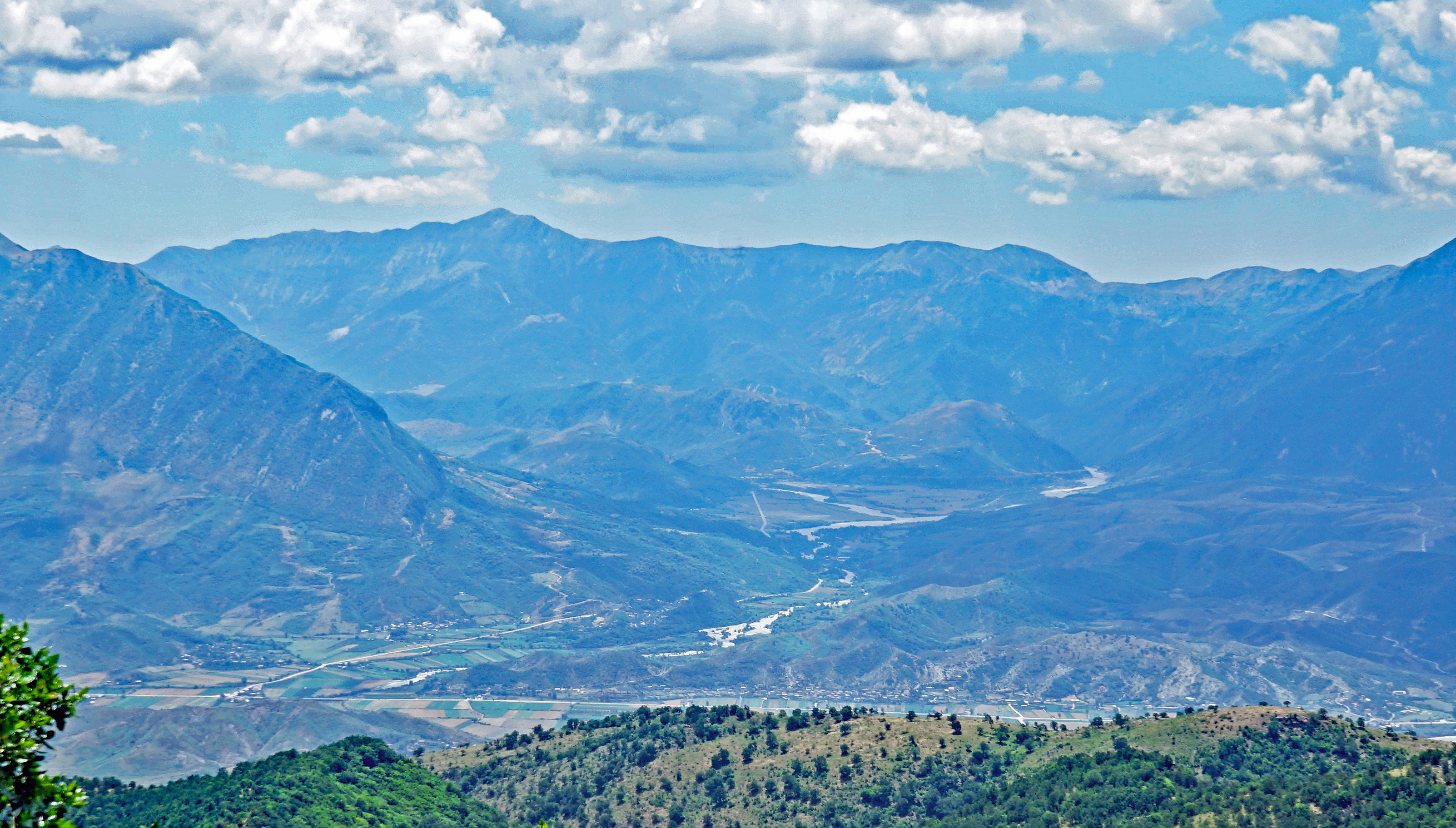
Tal von Kardhiq

Der Kardhiq mündet nördlich von Gjirokastra in den Drino. Er entwässert ein Berggebiet zwischen Mali i Gjerë, Kurvelesh und dem Küstengebirge. Obgleich von hohen Bergen umgeben, ist der Talboden auf den ersten acht Kilometern noch breit. So konnte sich der Fluss ein breites Bett mit Schotter- und Kiesbetten schaffen, ähnlich wie andere Gebirgsbäche in der Region.
Die Naturreservate Kardhiq und Zhulat liegen im Einzugsgebiet des Kardhiq-Bachs.

## Geschichte

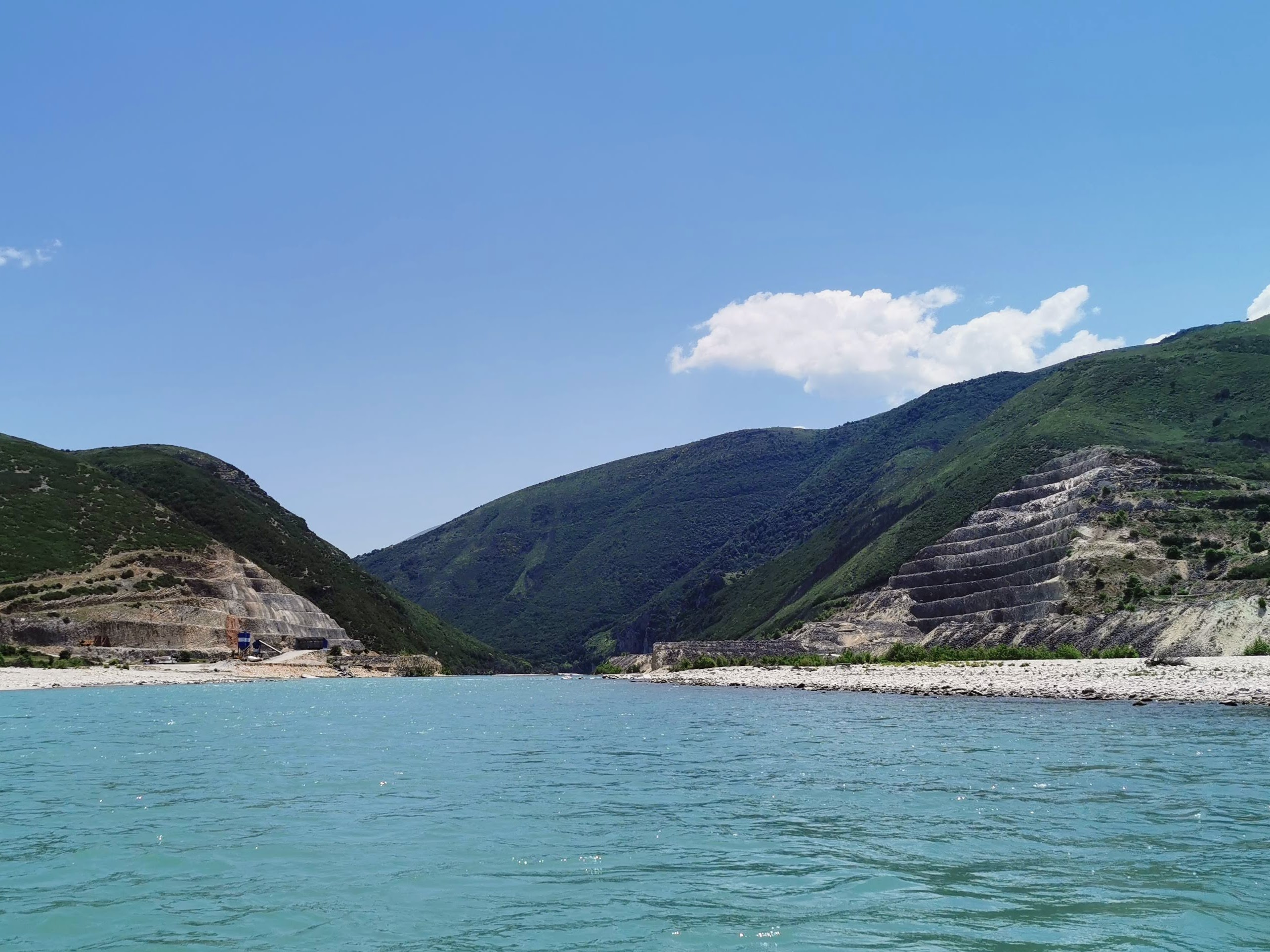
Erdarbeiten für das geplante Wasserkraftwerk Kalivaç an der Vjosa

Nach der Jahrtausendwende entstanden in Albanien Pläne, die vielen Flüsse für Wasserkraftwerke zu nutzen. Zahlreiche Projekte wurden realisiert, darunter auch das Kraftwerk Lengarica an einem Nebenfluss der Vjosa. Auch für die Vjosa gab es Pläne, den Fluss zu stauen. So wurde 2008 mit dem Bau des Wasserkraftwerks Kalivaç begonnen, und auch beim Durchbruch von Poçem gab es konkrete Pläne. Insgesamt gab es Projekte für acht Wasserkraftwerke an der Vjosa und 37 weitere Kraftwerke an Nebenflüssen. Diese Projekte hätten die einzigartige Naturlandschaft unwiderruflich zerstört. In der Region Përmet gibt es heute an Zuflüssen der Vjosa mehrere Wasserkraftwerke und Kleinstwasserkraftwerke. Weitere wurden am Kardhiq erbaut.
Naturschützer, die die Einzigartigkeit der Vjosa erkannt hatten, aber auch die lokale Bevölkerung begannen, die Staudammprojekte zu bekämpfen. Sie forderten von der albanischen Regierung die Schaffung eines neuen Nationalparks zum Schutz der Vjosa. Dank großer Unterstützung aus dem Ausland erreichte der Protest eine Dimension, die von der Regierung in Tirana nicht ignoriert werden konnte. Für die Vjosa hatten sich unter anderem die IUCN, Euronatur, Leonardo DiCaprio und der Outdoor-Hersteller Patagonia über Jahre starkgemacht.
2020 kündigte der albanische Ministerpräsident Edi Rama erstmals die Schaffung eines Nationalparks an, den Umweltschützer für zu klein hielten. Auch wäre der Bau von Wasserkraftwerken möglich gewesen. In der Folge arbeiteten IUCN, Patagonia und das albanische Tourismus- und Umweltschutzministerium, geleitet von Mirela Kumbaro, Pläne für einen wirkungsvollen Schutz aus.
Mitte März 2023 wurde die Ausrufung des neuen Nationalparks durch die albanische Regierung bekanntgegeben. Bis Mitte April 2023 war der entsprechende Beschluss noch nicht publiziert. Ein Managementplan für den Park soll innerhalb von zwei Jahren ausgearbeitet werden.

## Erweiterungspläne
Der Nationalpark besteht aktuell praktisch nur aus Fließgewässern, wobei 47 % der Fläche Wasser sind. Es handelt sich dabei um Grund in öffentlichem Besitz. Die Fläche des Nationalparks soll über die Jahre ausgedehnt werden. In weiteren Phasen soll der Nationalpark erweitert werden. In einer zweiten Phase sollen weitere Gebiete entlang des Flusses und im Delta sowie zusätzliche Nebenflüsse und angrenzende Berggebiete (wie die Osthänge der Nemërçka) hinzukommen. Für eine Erweiterung in einer dritten Phase sind weitere wissenschaftliche Abklärungen geplant.
In älteren Dokumenten hatten Wissenschaftler für den Nationalpark eine Fläche von 466 Quadratkilometern gefordert. Dazu forderten sie die Schaffung einer Pufferzone von 874 Quadratkilometern.
Darüber hinaus soll die grenzüberschreitende Zusammenarbeit mit griechischen Behörden intensiviert werden. Die Quelle der Vjosa liegt im Nationalpark Pindos im Pindosgebirge. Im weiteren Verlauf passiert der Fluss den Nationalpark Vikos-Aoos mit der Vikos-Schlucht. Nur ein kurzer Abschnitt oberhalb der Landesgrenze ist noch nicht geschützt.